# Junnosuke Schneider
Junnosuke Schneider (født 22. maj 1977) er en tidligere japansk fodboldspiller.
Han har spillet for flere forskellige klubber i sin karriere, herunder Sagan Tosu og Yokohama FC.